# Nils Holmberg (översättare)
För andra betydelser, se Nils Holmberg.
Nils Vilhelm Holmberg, född 11 oktober 1891 i Klara församling i Stockholm, död 12 mars 1977 i Kalmar, var en svensk översättare, tidnings- och radioman. 
Efter att ha gått på läroverket i Kalmar arbetade Holmberg för diverse landsortstidningar fram till 1916 då han blev medarbetare i Svenska Dagbladet. Detta var han fram till 1924 med ett avbrott 1918–1919 då han var redaktionssekreterare på Aftontidningen. År 1924 blev Holmberg programchef vid Radiotjänst, vilket han var till 1930 då han i stället blev redaktör för tidningen Radiolyssnaren (1930–1939). Han var även riksdagsstenograf 1921–1941. 
Holmberg har översatt ett stort antal böcker, mer än 400, av bland andra Walter Scott, J.B. Priestley, W. Somerset Maugham, Robert Graves, Thomas Mann och Hermann Hesse.
Nils Holmberg var son till typografen Axel W Holmberg och dennes hustru Maria Olsson samt bror till Olle Holmberg. I sitt äktenskap (1922–1941) med Ingeborg Johansson blev han far till Yngve Holmberg. Han gifte om sig 1960 med textillärarinnan Henny, född Holmberg.
Nils Holmberg är begraven på Södra kyrkogården i Kalmar.

## Översättningar (urval)
- Ely Culbertson: Culbertsons blå bok: kontraktsbridge (Bonnier, 1932)
- Ralph Ingersoll: Rapport från England (Report on England) (Bonnier, 1941)
- Adolf Hitler: Min kamp (Mein Kampf) (Medén, 1941)
- Carl Sandburg: Abraham Lincoln: demokrat, människovän (Abraham Lincoln) (Natur & Kultur, 1944)
- Aldous Huxley: Tidens narr (Time must have a stop) (Wahlström & Widstrand, 1945)
- George Orwell: Djurfarmen: saga (Animal farm) (Bonnier, 1946)
- Harriet Beecher Stowe: Onkel Toms stuga eller Livet bland de arma (Uncle Tom's cabin or Life among the lowly) (Bonnier, 1953)
- Tusen och en natt (1958-1963)
- Apuleius: Den gyllne åsnan (Metamorphoses) (Tiden, 1960)
- Vladimir Nabokov: Lolita (Lolita) (Bonnier, 1960)
- Günter Grass: Blecktrumman (Die Blechtrommel) (Bonnier, 1961)
- Roland Gööck: Över alla horisonter: vår fantastiska värld i ett kaleidoskop genom tid och rum (Schöne gehemnisvolle Welt) (Trevi, 1972)
- William von Simpson: Barrings (Die Barrings) (Medéns förlags aktiebolag 1941)

## Priser och utmärkelser
- 1953 – Svenska Akademiens översättarpris